# Mário Fernandes
Mário Figueira Fernandes (Russisch: Марио Фигейра Фернандес) (São Caetano do Sul, 19 september 1990) is een Braziliaans-Russisch voetballer die doorgaans als rechtsback speelt. Hij verruilde Grêmio in juli 2012 voor CSKA Moskou. Fernandes speelde in 2014 één keer voor het Braziliaans voetbalelftal, maar debuteerde in 2017 in het Russisch voetbalelftal.

## Clubcarrière
Grêmio nam Fernandes in maart 2009 over van São Caetano. Hij maakte op 28 juni 2009 zijn profdebuut voor de Braziliaanse club, tegen Sport Club do Recife. Op 25 maart 2012 maakte Grêmio bekend dat Fernandes voor een bedrag van 15 miljoen euro verkocht zou worden aan CSKA Moskou. Hij tekende een vijfjarig contract bij de hoofdstedelingen. Hij maakte op 21 juli 2012 zijn debuut in de Premjer-Liga, tegen FK Rostov.

## Interlandcarrière
Fernandes speelde één keer in het Braziliaans voetbalelftal, op 14 oktober 2014. Hij deed toen een helft mee in een met 4–0 gewonnen oefeninterland tegen Japan. Na dat jaar bleven verdere oproepen voor het nationale team uit. Toen hij vanwege zijn verblijf bij CSKA Moskou eenmaal lang genoeg in Rusland woonde, kwam hij ook in aanmerking voor de Russische nationale ploeg. Zodoende debuteerde hij op 7 oktober 2017 in het Russisch voetbalelftal. Daarmee won hij die dag een oefeninterland van Zuid-Korea. Bondscoach Stanislav Tsjertsjesov nam hem een jaar later ook mee naar het WK 2018, Tijdens dit toernooi maakte hij zijn eerste interlanddoelpunt, in de uiteindelijk na strafschoppen verloren kwartfinale tegen Kroatië.

## Erelijst
| Competitie         |        |                           |        |        |
| Competitie         | Aantal | Jaren                     |        |        |
| Grêmio             | Grêmio | Grêmio                    | Grêmio | Grêmio |
| ------------------ | ------ | ------------------------- | ------ | ------ |
| Campeonato Gaúcho  | 1x     | 2010                      |        |        |
| CSKA Moskou        |        |                           |        |        |
| Premjer-Liga       | 3x     | 2012/13, 2013/14, 2015/16 |        |        |
| Beker van Rusland  | 1x     | 2012/13                   |        |        |
| Russische supercup | 1x     | 2014, 2018                |        |        |

2 Khellven ·
4 Rocha ·
5 Zdjelar ·
6 Moechin ·
7 Dávila ·
9 Tsjalov ·
10 Obljakov ·
14 Nababkin ·
17 Glebov ·
20 Koetsjajev ·
21 Fayzullaev ·
22 Gajić ·
27 Moisés ·
31 Kisljak ·
35 Akinfejev  ·
49 Torop ·
52 Bandikjan ·
68 Rjadno ·
72 Jermakov ·
77 Agapov ·
78 Divejev ·
80 Arboezov ·
86 Sjajchoetdinov ·
88 Méndez ·
90 Loekin ·
91 Zabolotny ·
Coach: Fedotov
1 Akinfejev ·
2 Fernandes ·
3 Koetepov ·
4 Ignasjevitsj ·
5 Semjonov ·
6 Tsjerysjev ·
7 Koezjajev ·
8 Gazinski ·
9 Dzagojev ·
10 Smolov ·
11 Zobnin ·
12 Loenjov ·
13 Koedrjasjov ·
14 Granat ·
15 Aleksej Mirantsjoek ·
16 Anton Mirantsjoek ·
17 Golovin ·
18 Zjirkov ·
19 Samedov ·
20 Jerochin ·
21 Sjtsjennikov ·
22 Dzjoeba ·
23 Smolnikov ·
Coach: Tsjertsjesov
1 Sjoenin ·
2 Fernandes ·
3 Divejev ·
4 Karavajev ·
5 Semjonov ·
6 Tsjerysjev ·
7 Ozdojev ·
8 Barinov ·
9 Sobolev ·
10 Zabolotni ·
11 Zobnin ·
12 Djoepin ·
13 Koedrjasjov ·
14 Dzjikija ·
15 Mirantsjoek ·
16 Safonov ·
17 Golovin ·
18 Zjirkov ·
19 Zjemaletdinov ·
20 Ionov ·
21 Fomin ·
22 Dzjoeba  ·
23 Koezjajev ·
24 Jevgenjev ·
25 Makarov ·
26 Moechin ·
Coach: Tsjertsjesov